# Charles Bonaparte
Pour les articles homonymes, voir Charles Bonaparte (homonymie) et Bonaparte (homonymie).
Carlo Maria Buonaparte, dit aussi Charles-Marie de Bonaparte, né à Ajaccio (république de Gênes) le 27 mars 1746 et mort à 38 ans, le 24 février 1785 à Montpellier (France), est un assesseur de la juridiction royale d'Ajaccio, père de l'empereur des Français Napoléon Ier, grand-père de l'empereur Napoléon III, et progéniteur de la maison Bonaparte.

## Biographie

### Jeunesse
Il fait ses études à Rome et à Pise où il étudie la jurisprudence. À la suite du décès de son père en 1763, âgé de 17 ans (la majorité était alors à 25 ans), il est placé sous la tutelle de son oncle paternel, Lucien Bonaparte, archidiacre d'Ajaccio.
Sous la pression de Pascal Paoli, il épouse Maria-Letizia Ramolino en 1764. Elle est alors âgée de treize ans, tandis que lui en a dix-huit.

### Adversaire de la domination génoise
On le voit combattre, dans la Guerre corso-génoise qu’il a contribué à allumer contre la république de Gênes dont dépend la Corse ; aussi est-il apprécié de Paoli, estimé de ses compatriotes. C’est lui qui, à la consulte extraordinaire de Corse, où l’on propose de se soumettre à la France, prononce un discours qui enflamme tous les esprits : « Si pour être libres, il ne s’agissait que de le vouloir, tous les peuples le seraient ; cependant l’histoire nous apprend que peu sont arrivés au bienfait de la liberté, parce que peu ont eu le courage, l’énergie et les vertus nécessaires pour devenir libre »

### Partisan de la France

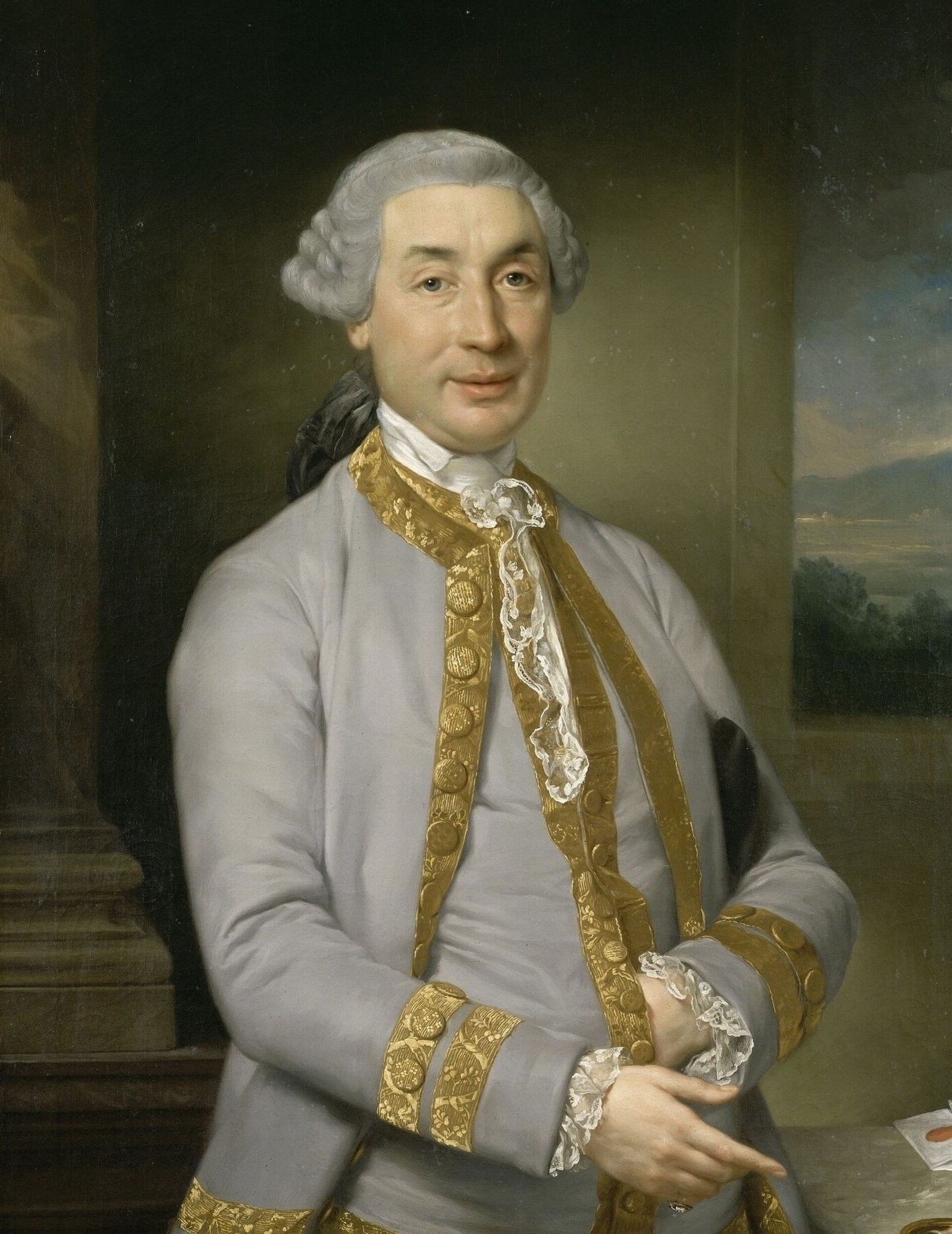
Portrait de Charles Bonaparte attribué à Anton Raphael Mengs, XVIIIe siècle.

Après l'arrivée de renforts français il déconseille à Paoli l'affrontement direct qui débouche sur le désastre de Ponte-Novo en 1769, où les patriotes corses sont défaits : après la défaite et le repli de Paoli, Charles et Letizia refusent de s'exiler en Italie, et fuient à travers le maquis avec leur jeune fils Joseph. Après l'exil de Pascal Paoli en Angleterre, la famille choisit de prendre le parti de la France. Le nouveau gouverneur de Corse, Charles Louis de Marbeuf, est régulièrement invité dans cette famille dont il devient un intime, surtout de Letizia. Comme les autorités françaises cherchent des notables locaux prêts à coopérer, et qu'en outre les quatre quartiers de noblesse de Charles Bonaparte sont attestés par des généalogistes, il est l'un des vingt-trois députés de la noblesse réunis pour l'assemblée générale des états de Corse qui dure du 11 mai au 23 juillet 1777. Le 9 juin, Charles se présente et échoue à être élu par cette assemblée à l'un des douze postes de représentants de la noblesse corse auprès des Commissaires du Roi. Ce poste lui aurait permis d'être associé à la gestion de l'île pendant deux mois de l'année.
Le 15 décembre 1778, Charles part pour Versailles où Louis XVI le reçoit en audience, sa première rencontre avec le roi datant de 1776[réf. souhaitée]. C'est à l'occasion de cette venue en France qu'il dépose ses deux fils aînés, Joseph et Napoléon, au collège d'Autun (maintenant Lycée Bonaparte). Le jeune Napoléon sera transféré trois mois plus tard à l’École royale militaire de Brienne-le-Château, dans l'Aube.
Les visites de Charles à son fils en France continentale sont rares. L'objectif de Charles Bonaparte est avant tout d'assurer un avenir à sa famille dans le cadre d'une Corse devenue française comme en témoigne le fait que ses enfants sont acceptés dans des écoles pour jeunes garçons et jeunes filles de la noblesse française.

### Décès
À la fin 1784, Charles souffre de vomissements et de maux d'estomac et est contraint de réduire son alimentation. Il se rend à Montpellier, où se trouve un collège de médecins renommés. Le 24 février 1785, sentant sa fin venir, il appelle un prêtre à son chevet et meurt le jour même, dans sa demeure située dans l'actuelle rue du Cheval-Vert[réf. nécessaire]. Son autopsie révèle une tumeur volumineuse à la sortie de l'estomac, ainsi que de la bile qui emplissait son foie.
Il est inhumé à Montpellier dans un des caveaux des pères cordeliers du couvent de l'Observance. Ses cendres sont transférées en 1803 par son fils Louis Bonaparte dans la chapelle du château de Saint-Leu. En 1819, le prince de Condé les transfère dans la crypte de l'église de Saint-Leu-la-Forêt. Enfin, en 1951, les cendres sont déposées dans la chapelle impériale d'Ajaccio aux côtés de son épouse Maria Letizia Bonaparte.

## Portraits
Un portrait posthume de Charles Bonaparte, représenté en pied, a été commandé en 1802 par Lucien Bonaparte au peintre Girodet. Pour exécuter ce tableau, le peintre s'était inspiré d'un mauvais portrait en miniature et avait reçu des indications de Madame Mère. Ce premier tableau aujourd'hui perdu est connu par deux copies, l'une de 1805 conservée au musée national du château de Versailles, l'autre de 1806, monogrammée ALGRT, léguée en 1839 à la ville d'Ajaccio et conservée par le musée Fesch. Ce dernier tableau, classé au titre des monuments historiques, est déposé à l'hôtel de ville d'Ajaccio (salon Napoléonien). Le modèle est représenté l'épée au côté, en costume de l'assemblée générale des états de Corse, devant un paysage maritime sans doute évocateur de la baie d'Ajaccio.

## Descendance
De son union avec Maria Letizia Ramolino, le 1er juin 1764, il eut quatorze enfants dont huit ont survécu :
- Napoleone Buonaparte (d)[10] (1764 - 17 août 1765)
- Maria Anna Buonaparte (d) (3 janvier 1767 - 1er janvier 1768)
- Joseph Bonaparte (7 janvier 1768 - 28 juillet 1844, époux de Julie Clary (1771-1845), roi de Naples puis roi d'Espagne (dont postérité).
- Napoléon Bonaparte (15 août 1769 - 5 mai 1821), époux de Joséphine de Beauharnais (1763-1814), puis en 1810 de Marie-Louise d’Autriche (1791-1847), empereur des Français et roi d'Italie (dont postérité).
- Maria Anna Bonaparte (1770) (Vérification faite. Cette naissance n'existe pas dans la table aux AD de la Corse)[réf. nécessaire]
- Maria Anna Bonaparte (d) (14 juillet - 23 novembre 1771)
- Un fils mort-né
- Lucien Bonaparte (21 mars 1775 - 29 juin 1840), époux de Christine Boyer (1771-1800), veuf, il se remarie avec Alexandrine de Bleschamp, veuve Jouberthon (1778-1855). Il est fait prince de Canino par le pape Pie VII (dont postérité).
- Élisa Bonaparte (3 janvier 1777 - 7 août 1820), épouse de Félix Baciocchi (1762-1841), grande-duchesse de Toscane (dont postérité).
- Louis Bonaparte (2 septembre 1778 - 25 juillet 1846), époux de Hortense de Beauharnais (1783-1837), fille de Joséphine de Beauharnais ; roi de Hollande . Leur 3e fils , Charles Louis, sera empereur sous le nom de Napoléon III.
- Un fils mort-né (1779)[11]
- Pauline Bonaparte (20 octobre 1780 - 9 juin 1825), épouse de Charles Victoire Emmanuel Leclerc (1771-1802) puis de Camille Borghèse (1775-1832), duchesse de Guastalla (sans postérité).
- Caroline Bonaparte (25 mars 1782 - 18 mai 1839), épouse de Joachim Murat (1767-1815), roi de Naples (dont postérité).
- Jérôme Bonaparte (15 novembre 1784 - 24 juin 1860), époux d'Elizabeth Patterson (1785-1879) (mariage déclaré nul et postérité illégitime), puis en 1807 de Catherine de Wurtemberg (1783-1835), roi de Westphalie (dont postérité).

### Source partielle
- Charles Mullié, Biographie des célébrités militaires des armées de terre et de mer de 1789 à 1850, 1852 [détail de l’édition]